# Boucles de la Mayenne 2022
La Boucles de la Mayenne 2022, quarantasettesima edizione della corsa e valevole come venticinquesima prova dell'UCI ProSeries 2022 categoria 2.Pro, si è svolta in quattro tappe dal 26 al 29 maggio 2022 su un percorso di 719 km, con partenza da Saint-Pierre-des-Landes e arrivo a Laval, nel dipartimento della Mayenne, in Francia. La vittoria fu appannaggio del francese Benjamin Thomas, il quale completò il percorso in 16h40'22", precedendo il connazionale Benoît Cosnefroy e lo spagnolo Alex Aranburu.
Sul traguardo di Laval 108 ciclisti, su 127 partiti da Saint-Pierre-des-Landes, portarono a termine la competizione.

## Tappe
| Tappa  | Data      | Percorso                            | km  | Vincitore di tappa    | Leader cl. generale |
| ------ | --------- | ----------------------------------- | --- | --------------------- | ------------------- |
| 1ª     | 26 maggio | Saint-Pierre-des-Landes > Andouillé | 180 | Jason Tesson          | Jason Tesson        |
| 2ª     | 27 maggio | Jublains > Pré-en-Pail-Saint-Samson | 171 | Benjamin Thomas       | Benjamin Thomas     |
| 3ª     | 28 maggio | Saint-Berthevin > Château-Gontier   | 188 | Amaury Capiot         | Benjamin Thomas     |
| 4ª     | 29 maggio | Martigné-sur-Mayenne > Laval        | 180 | Juan Sebastián Molano | Benjamin Thomas     |
| Totale | Totale    | Totale                              | 719 |                       |                     |

## Squadre e corridori partecipanti
| N.      | Cod. | Squadra                |
| ------- | ---- | ---------------------- |
| 1-6     | GFC  | Groupama-FDJ           |
| 11-16   | ACT  | AG2R Citroën Team      |
| 21-26   | COF  | Cofidis                |
| 32-36   | UAD  | UAE Team Emirates      |
| 41-46   | MOV  | Movistar Team          |
| 51-56   | ARK  | Team Arkéa-Samsic      |
| 61-66   | BBK  | B&B Hotels-KTM         |
| 71-76   | TEN  | TotalEnergies          |
| 81-86   | EUS  | Euskaltel-Euskadi      |
| 91-96   | EKP  | Equipo Kern Pharma     |
| 101-106 | UXT  | Uno-X Pro Cycling Team |

| N.      | Cod. | Squadra                          |
| ------- | ---- | -------------------------------- |
| 111-116 | CJR  | Caja Rural-Seguros RGA           |
| 121-126 | BBH  | Burgos-BH                        |
| 132-136 | DRA  | Drone Hopper-Androni Giocattoli  |
| 141-146 | HPM  | Human Powered Health             |
| 151-156 | SVB  | Sport Vlaanderen-Baloise         |
| 161-166 | BWB  | Bingoal Pauwels Sauces WB        |
| 171-176 | AUB  | St Michel-Auber 93               |
| 181-186 | GRL  | Go Sport-Roubaix Lille Métropole |
| 191-196 | UNA  | Team U Nantes Atlantique         |
| 201-206 | NMC  | Nice Métropole Côte d'Azur       |
| 211-216 | LKH  | Team Lotto-Kern Haus             |

## Dettagli delle tappe

### 1ª tappa
- 26 maggio: Saint-Pierre-des-Landes > Andouillé – 180 km

Risultati
| Pos. | Corridore     | Squadra   | Tempo    |
| ---- | ------------- | --------- | -------- |
| 1    | Jason Tesson  | St Michel | 4h12'05" |
| 2    | Bram Welten   | Groupama  | s.t.     |
| 3    | Thomas Boudat | Go Sport  | s.t.     |

| Pos. | Corridore         | Squadra   | Tempo    |
| ---- | ----------------- | --------- | -------- |
| 1    | Jason Tesson      | St Michel | 4h12'55" |
| 2    | Bram Welten       | Groupama  | a 4"     |
| 3    | Lindsay De Vylder | Sport Vl. | s.t.     |

### 2ª tappa
- 27 maggio: Jublains > Pré-en-Pail-Saint-Samson – 171 km

Risultati
| Pos. | Corridore        | Squadra  | Tempo    |
| ---- | ---------------- | -------- | -------- |
| 1    | Benjamin Thomas  | Cofidis  | 4h11'30" |
| 2    | Benoît Cosnefroy | AG2R     | s.t.     |
| 3    | Alex Aranburu    | Movistar | s.t.     |

| Pos. | Corridore        | Squadra  | Tempo    |
| ---- | ---------------- | -------- | -------- |
| 1    | Benjamin Thomas  | Cofidis  | 8h23'25" |
| 2    | Benoît Cosnefroy | AG2R     | a 4"     |
| 3    | Alex Aranburu    | Movistar | a 6"     |

### 3ª tappa
- 28 maggio: Saint-Berthevin > Château-Gontier – 188 km

Risultati
| Pos. | Corridore            | Squadra   | Tempo    |
| ---- | -------------------- | --------- | -------- |
| 1    | Amaury Capiot        | Arkéa     | 4h06'48" |
| 2    | Kristoffer Halvorsen | Uno-X     | s.t.     |
| 3    | Juan José Lobato     | Euskaltel | s.t.     |

| Pos. | Corridore        | Squadra  | Tempo     |
| ---- | ---------------- | -------- | --------- |
| 1    | Benjamin Thomas  | Cofidis  | 12h30'13" |
| 2    | Benoît Cosnefroy | AG2R     | a 3"      |
| 3    | Alex Aranburu    | Movistar | a 6"      |

### 4ª tappa
- 29 maggio: Martigné-sur-Mayenne > Laval – 180 km

Risultati
| Pos. | Corridore           | Squadra    | Tempo    |
| ---- | ------------------- | ---------- | -------- |
| 1    | J. Sebastián Molano | UAE        | 4h10'09" |
| 2    | Orluis Aular        | Caja Rural | s.t.     |
| 3    | Bryan Coquard       | Cofidis    | s.t.     |

| Pos. | Corridore        | Squadra  | Tempo     |
| ---- | ---------------- | -------- | --------- |
| 1    | Benjamin Thomas  | Cofidis  | 16h40'22" |
| 2    | Benoît Cosnefroy | AG2R     | a 3"      |
| 3    | Alex Aranburu    | Movistar | a 6"      |

## Evoluzione delle classifiche
| Tappa              | Vincitore             | Classifica generale Maglia gialla | Classifica a punti Maglia verde | Classifica scalatori Maglia a pois | Classifica giovani Maglia bianca | Classifica a squadre |
| ------------------ | --------------------- | --------------------------------- | ------------------------------- | ---------------------------------- | -------------------------------- | -------------------- |
| 1ª                 | Jason Tesson          | Jason Tesson                      | Jason Tesson                    | Lindsay De Vylder                  | Jason Tesson                     | TotalEnergies        |
| 2ª                 | Benjamin Thomas       | Benjamin Thomas                   | Benjamin Thomas                 | Gilles De Wilde                    | Finn Fisher-Black                | TotalEnergies        |
| 3ª                 | Amaury Capiot         | Benjamin Thomas                   | Jason Tesson                    | Gilles De Wilde                    | Finn Fisher-Black                | TotalEnergies        |
| 4ª                 | Juan Sebastián Molano | Benjamin Thomas                   | Orluis Aular                    | Gilles De Wilde                    | Jake Stewart                     | TotalEnergies        |
| Classifiche finali | Classifiche finali    | Benjamin Thomas                   | Orluis Aular                    | Gilles De Wilde                    | Jake Stewart                     | TotalEnergies        |

Maglie indossate da altri ciclisti in caso di due o più maglie vinte
- Nella 2ª tappa Bram Welten ha indossato la maglia verde al posto di Jason Tesson e Milan Fretin ha indossato quella bianca al posto di Jason Tesson.
- Nella 3ª tappa Jason Tesson ha indossato la maglia verde al posto di Benjamin Thomas.

## Classifiche finali

### Classifica generale - Maglia gialla
| Pos. | Corridore        | Squadra       | Tempo     |
| ---- | ---------------- | ------------- | --------- |
| 1    | B. Thomas        | Cofidis       | 16h40'22" |
| 2    | Benoît Cosnefroy | AG2R          | a 3"      |
| 3    | Alex Aranburu    | Movistar      | a 6"      |
| 4    | Julien Simon     | TotalEnergies | a 10"     |
| 5    | Marco Tizza      | Bingoal       | s.t.      |
| 6    | Jake Stewart     | Groupama      | a 12"     |
| 7    | Romain Hardy     | Arkéa         | a 14"     |
| 8    | Idar Andersen    | Uno-X         | a 16"     |
| 9    | Louis Barré      | U Nantes      | a 19"     |
| 10   | Anthony Turgis   | TotalEnergies | a 20"     |

### Classifica a punti - Maglia verde
| Pos. | Corridore           | Squadra    | Punti |
| ---- | ------------------- | ---------- | ----- |
| 1    | Orluis Aular        | Caja Rural | 42    |
| 2    | Amaury Capiot       | Arkéa      | 41    |
| 3    | Bram Welten         | Groupama   | 39    |
| 4    | Jason Tesson        | St Michel  | 33    |
| 5    | J. Sebastián Molano | UAE        | 32    |

### Classifica scalatori - Maglia a pois
| Pos. | Corridore         | Squadra   | Punti |
| ---- | ----------------- | --------- | ----- |
| 1    | Gilles De Wilde   | Sport Vl. | 74    |
| 2    | Paul Hennequin    | Nice      | 46    |
| 3    | Lindsay De Vylder | Sport Vl. | 19    |
| 4    | Joey Rosskopf     | Human     | 18    |
| 5    | Damien Touzé      | AG2R      | 14    |

### Classifica giovani - Maglia bianca
| Pos. | Corridore     | Squadra       | Tempo     |
| ---- | ------------- | ------------- | --------- |
| 1    | Jake Stewart  | Groupama      | 16h40'34" |
| 2    | Idar Andersen | Uno-X         | a 4"      |
| 3    | Louis Barré   | U Nantes      | a 7"      |
| 4    | M. Burgaudeau | TotalEnergies | a 11"     |
| 5    | Lewis Askey   | Groupama      | s.t.      |

### Classifica a squadre
| Pos. | Squadra           | Tempo     |
| ---- | ----------------- | --------- |
| 1    | TotalEnergies     | 50h02'02" |
| 2    | Groupama-FDJ      | a 4"      |
| 3    | AG2R Citroën Team | a 30"     |
| 4    | Cofidis           | a 46"     |
| 5    | Team Arkéa-Samsic | a 58"     |